# Torilis
Genre
Synonymes
- Chaetosciadium Boiss., 1872[1]
- Daucalis Pomel, 1874[1],[2]
- Lappularia Pomel, 1874[1],[2]
- Lorinsera Opiz, 1839[2]
- Nigera Bubani, 1900[1]
- Ozotrix Raf., 1840[1],[2]
- Pullipes Raf., 1840[1],[2]

Torilis  est un genre de plantes à fleurs de la famille des Apiaceae qui comprend une vingtaine d'espèces. Ce sont des plantes herbacées annuelles ou vivaces originaires d'Eurasie.

## Phytonymie
Le genre est nommé par Michel Adanson en 1763,. Son étymologie est inconnue.

## Description

### Appareil végétatif
Ce sont des herbes annuelles ou parfois vivaces, poilues, hispides ou pubères. La tige est érigée, très ramifiée, striée, feuillue de partout. Le limbe foliaire est de un à deux pennes ou pignon décomposé ; les segments ultimes sont lancéolés à oblongs, densément dentés à profondément lobés, les deux surfaces sont striées de poils apprêtés. 

### Appareil reproducteur
Les ombelles sont peu composées ou capitulées, terminales et/ou latérales ; les bractées sont peu nombreuses ou absentes ; il y a 2 à 12 rayons, s'étendant vers le haut, ou ombellules sessiles. Les bractéoles sont par deux ou huit, linéaires ou subulées. Les dents du calice sont petites, triangulaires à aiguës-lancéolées. Les pétales sont blancs ou rouge violacé, obovales, avec un apex étroit et infléchi, apprêtés-strigueux sur la surface abaxiale. Le stylopodium est épais, conique ; les styles courts. 
Le fruit est rond-ovoïde ou oblong, aplati latéralement ; les côtes primaires filiformes, séticulées, les côtes latérales déplacées sur la surface commissurale ; les côtes secondaires cachées par des aiguillons denses, crochus vers le haut qui occupent tout l'intervalle. La graine est aplatie dorsalement en coupe transversale, la face concave. Le carpophore est bifide à l'apex, fendu sur 1/3 à 1/2 de sa longueur.

### Confusions possibles

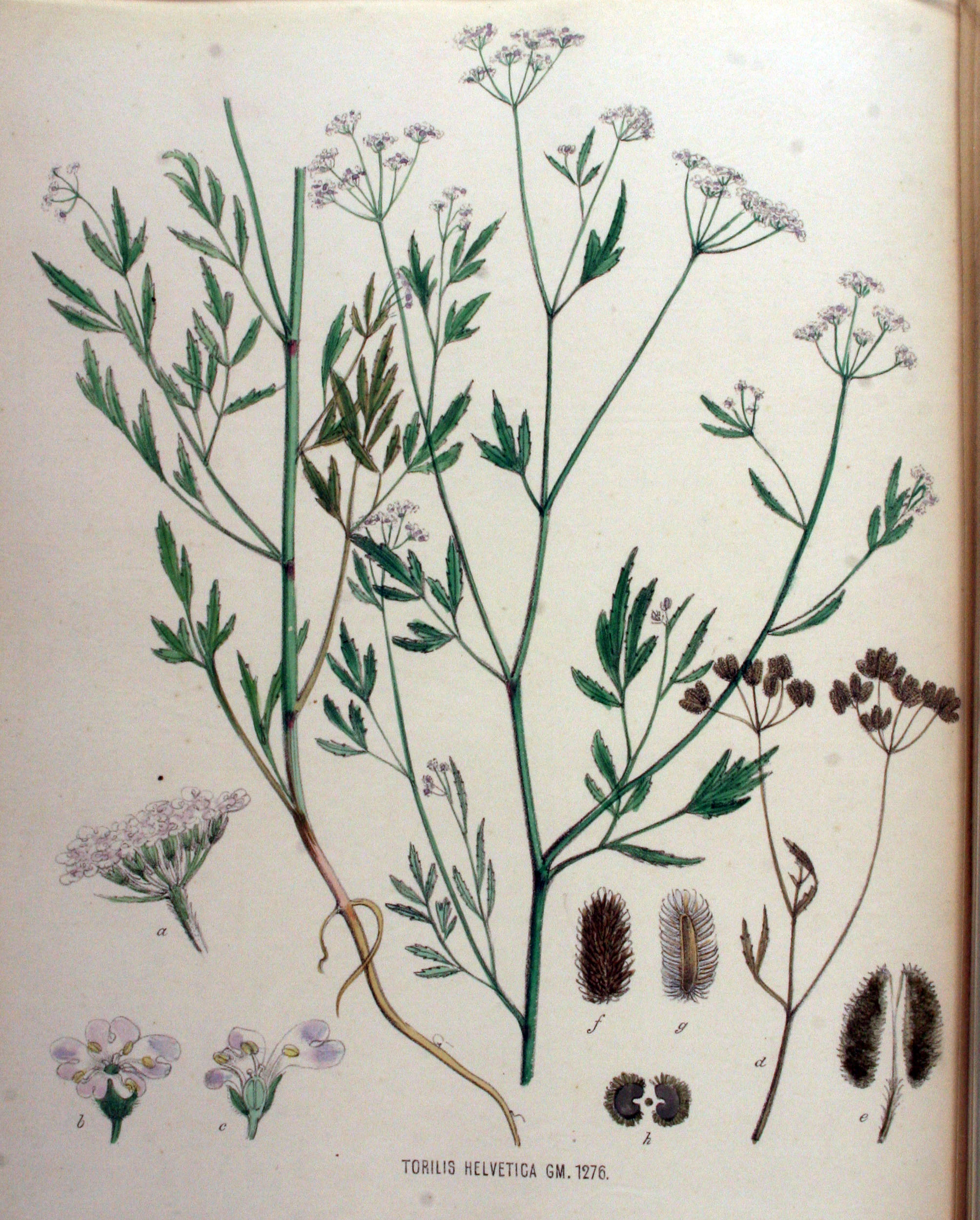
Torilis arvensis.

Le Torilis des champs est souvent confondu avec la Carotte sauvage avec qui il est souvent associé (plantes de milieu sec, à fort ensoleillement). Le Torilis est une plante à poils apprimés rêches (longs poils visibles chez la carotte) d'où sa tige scabre, mais sans poils sur la gaine foliaire (observables à la loupe de poche chez la carotte).

## Liste des espèces
Selon Catalogue of Life (4 janvier 2020) :
- Torilis africana Spreng.
- Torilis arvensis (Huds.) Link
  - Torilis arvensis subsp. arvensis

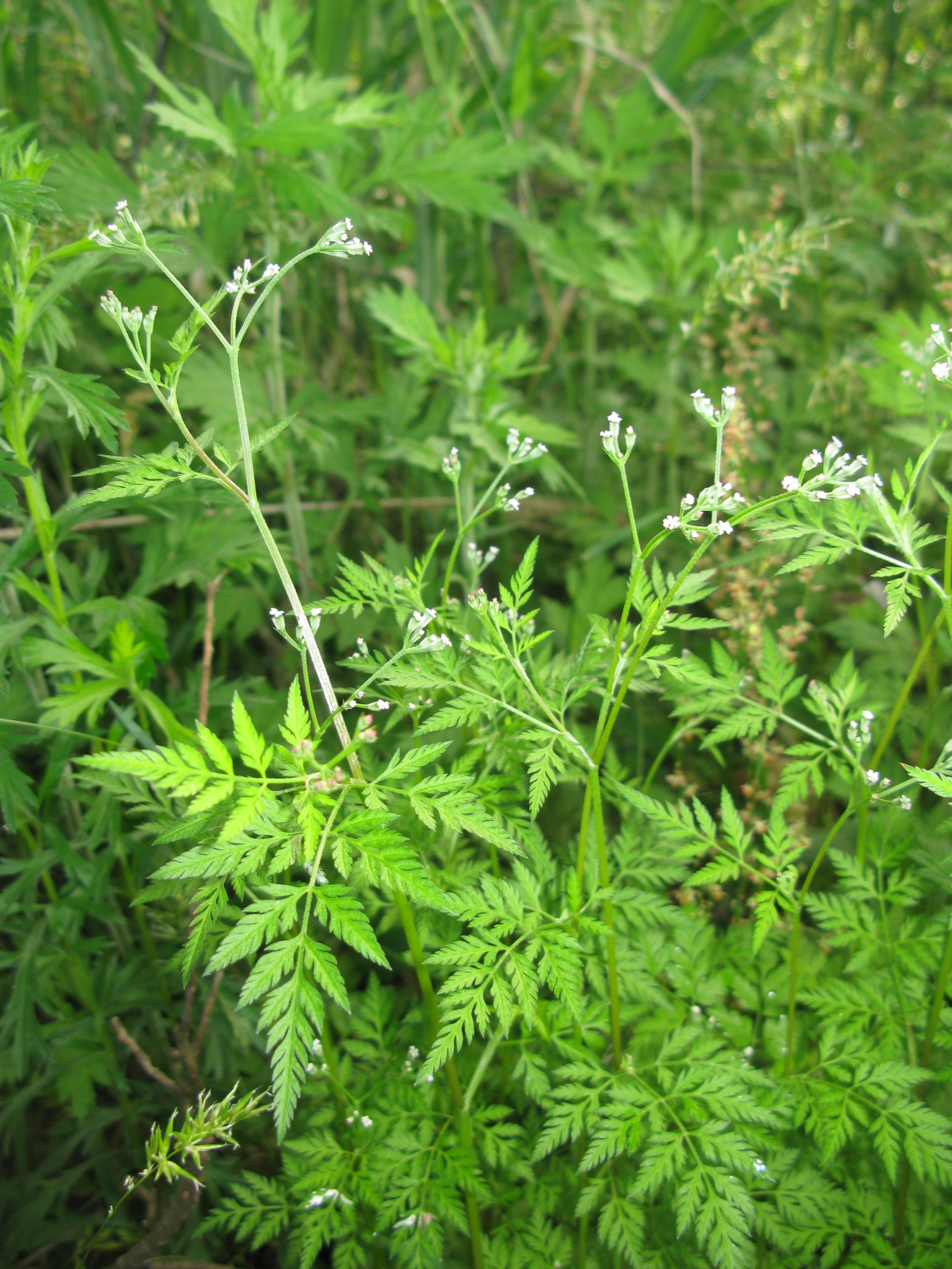
Torilis scabra.

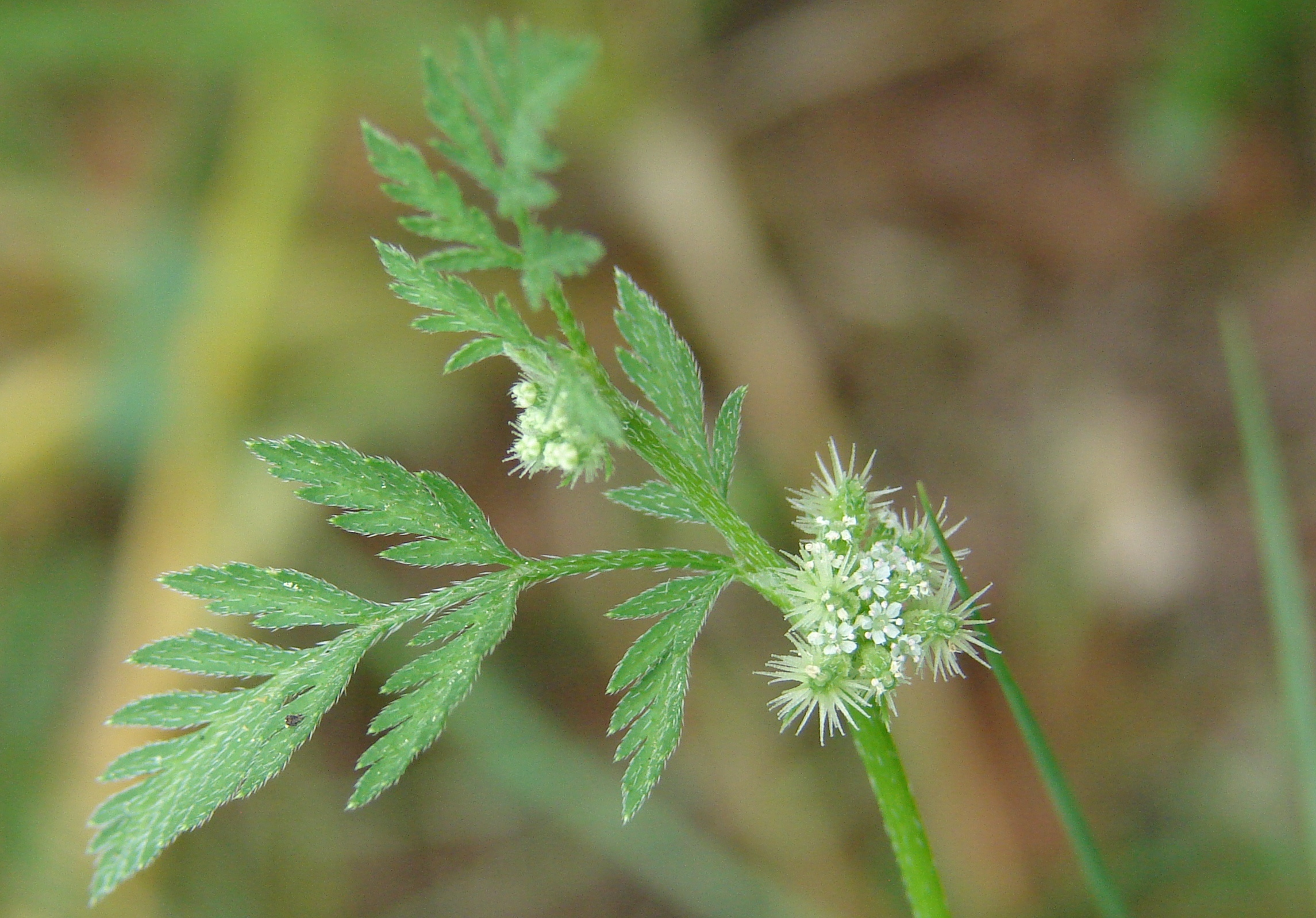
Torilis nodosa.

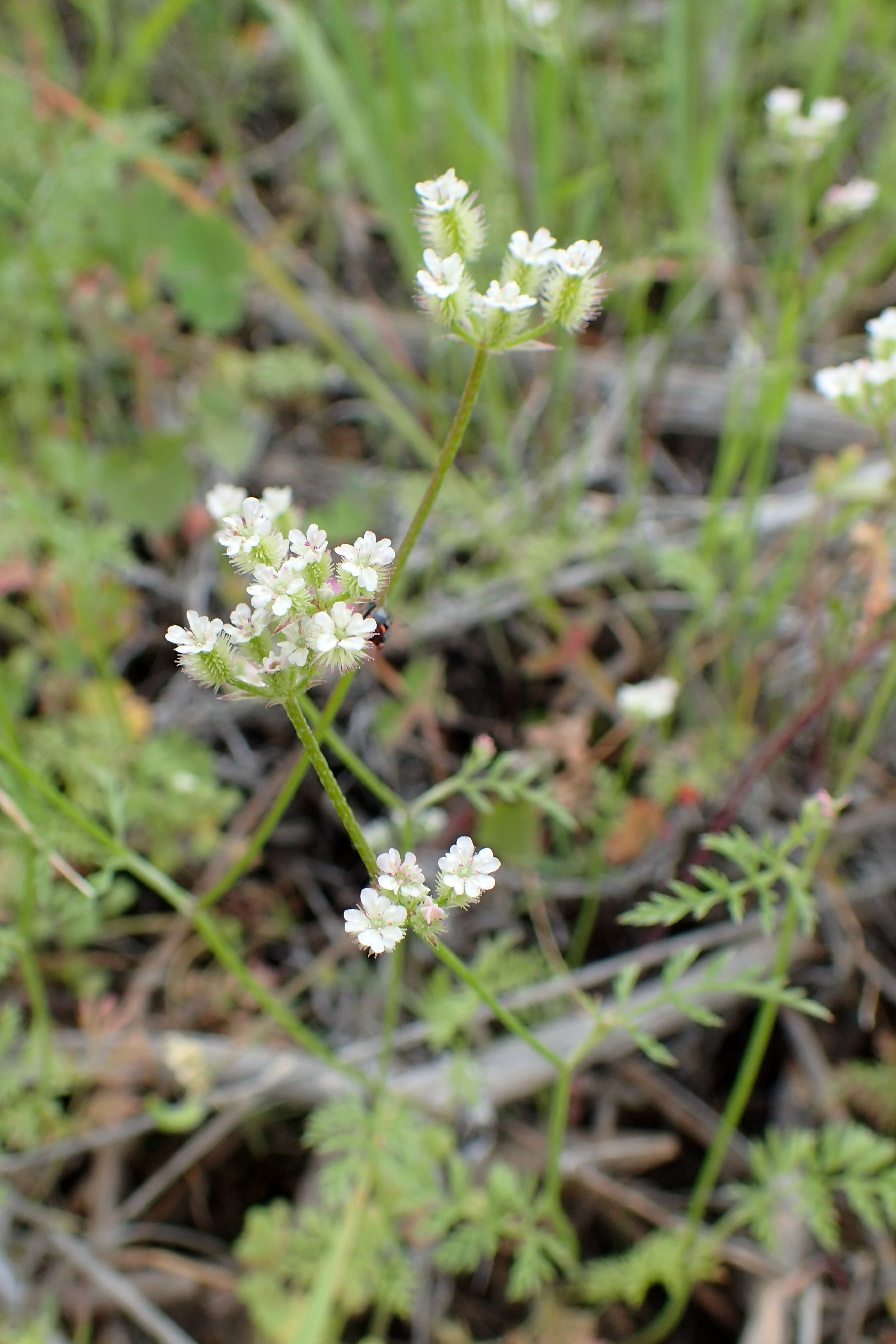
Torilis leptophylla.

  - Torilis arvensis subsp. neglecta (Spreng.) Thell.
  - Torilis arvensis subsp. recta Jury
  - Torilis arvensis subsp. turcomanica Geld.
- Torilis chrysocarpa Boiss. & Balansa
- Torilis elongata (Hoffm. & Link) Samp.
- Torilis gaillardotii (Boiss.) Drude
- Torilis japonica (Houtt.) DC.
- Torilis leptocarpa (Hochst.) C. C. Towns.
- Torilis leptophylla (L.) Rchb. fil.
  - Torilis leptophylla var. erythrotricha (Rchb. fil.) Zohary
- Torilis nemoralis (Brullo) Brullo & Giusso
- Torilis nodosa (L.) Gaertn.
- Torilis pseudonodosa Bianca
- Torilis scabra (Thunb.) DC.
- Torilis stenocarpa C. C. Towns.
- Torilis stocksiana (Boiss.) Drude
- Torilis tenella (Delile) Rchb. fil.
- Torilis trichosperma (L.) Spreng.
- Torilis triradiata Boiss. & Heldr.
- Torilis ucranica Spreng.

## Répartition
Les espèces sont réparties sur une bonne partie de l'Eurasie, (excepté la Sibérie, la Mongolie, l'Inde, l'Afrique de l'Ouest et centrale). Certaines ont été introduites aux Amériques.

## Utilisations
Les jeunes feuilles de Torilis arvensis et Torilis leptophylla sont comestibles. Celles du Torilis du Japon, ainsi que ses racines, sont consommées en Asie orientale, où la plante est indigène.